# حمام شمس‌الدین کیلان
حمام شمس الدین کیلان مربوط به دوره صفوی - دوره زند است و در شهرستان دماوند، شهرکیلان واقع شده و این اثر در تاریخ ۲۲ مرداد ۱۳۸۴ با شمارهٔ ثبت ۱۳۳۶۱ به‌عنوان یکی از آثار ملی ایران به ثبت رسیده است.